# Lithiumseife
| Lithiumsalze einzelner Fettsäuren (Beispiele)       |
| Lithiumoleat, das Lithiumsalz der Ölsäure.          |
| Lithiumpalmitat, das Lithiumsalz der Palmitinsäure. |
| Lithiumstearat, das Lithiumsalz der Stearinsäure.   |

Lithiumseife ist eine Sammelbezeichnung für Lithiumsalze einzelner Fettsäuren  oder – häufiger – Gemische von Lithiumsalzen mehrerer Fettsäuren.

## Herstellung
Die Verseifung natürlicher Fette und Öle mit Lithiumhydroxid liefert Gemische von Lithiumsalzen der Fettsäuren und Glycerin. Die Anteile der einzelnen Fettsäure-Anionen im Gemisch der Lithiumsalze hängt dabei von der Natur und Provenienz des als Rohstoff verwendeten Triglycerides ab.
Eine chemisch weitgehend einheitliche Lithiumseife kann man erhalten durch Umsetzung einer reinen Fettsäure mit einer stöchiometrischen Menge Lithiumhydroxid. Ein Beispiel für solche Lithiumseife ist Lithiumstearat, das Lithiumsalz der Stearinsäure (Octadecansäure), ein farbloses Pulver, löslich in Wasser und Ethanol.

## Verwendung
Verwendung finden Lithiumseifen vor allem als Verdickungsmittel in hochwertigen Mineralöl-basierten Schmierfetten und -wachsen sowie zur Herstellung von Bleistiften.